# Andorske župe
Andora je upravno podijeljena u sedam župa (katalonski: parròqies, jd. parròqia). Povijesno je zemlja bila podijeljena na šest župa, ali je 1978. stvorena nova župa Escaldes-Engordany. Glavni grad i najveća župa u zemlji je Andorra la Vella.
Pojedine župe su još dalje podijeljene na određene podjedinice. Tako su župe Ordino, La Massana i Sant Julià de Lòria podijeljene na četvrti (quarts), a župa Canillo je podijeljena na susjedstva (veïnats).
| br. | Župa                        | Površina km² | Stanovništvo 2005. |
| 1   | Canillo                     | 121          | 4.225              |
| 2   | Encamp                      | 74           | 12.924             |
| 3   | Ordino                      | 89           | 3.066              |
| 4   | La Massana                  | 61           | 7.973              |
| 5   | Andorra la Vella (gl. grad) | 12           | 22.884             |
| 6   | Sant Julià de Lòria         | 60           | 8.885              |
| 7   | Escaldes-Engordany          | 47           | 16.918             |
|     | Andora                      | 464          | 76.875             |